# Menetou-Couture
Menetou-Couture és un municipi francès, situat al departament de Cher i a la regió de Centre – Vall del Loira. L'any 2007 tenia 341 habitants.

## Demografia

### Població
El 2007 la població de fet de Menetou-Couture era de 341 persones. Hi havia 152 famílies, de les quals 56 eren unipersonals (20 homes vivint sols i 36 dones vivint soles), 48 parelles sense fills, 40 parelles amb fills i 8 famílies monoparentals amb fills.
La població ha evolucionat segons el següent gràfic:
Habitants censats

### Habitatges
El 2007 hi havia 226 habitatges, 158 eren l'habitatge principal de la família, 38 eren segones residències i 30 estaven desocupats. Tots els 225 habitatges eren cases. Dels 158 habitatges principals, 127 estaven ocupats pels seus propietaris, 27 estaven llogats i ocupats pels llogaters i 4 estaven cedits a títol gratuït; 16 tenien dues cambres, 34 en tenien tres, 49 en tenien quatre i 59 en tenien cinc o més. 113 habitatges disposaven pel capbaix d'una plaça de pàrquing. A 73 habitatges hi havia un automòbil i a 70 n'hi havia dos o més.

### Piràmide de població
La piràmide de població per edats i sexe el 2009 era:
| Homes | Edats   | Dones |
| ----- | ------- | ----- |
| 0     | 95 o +  | 0     |
| 0     | 90 a 94 | 0     |
| 4     | 85 a 89 | 4     |
| 4     | 80 a 84 | 4     |
| 8     | 75 a 79 | 8     |
| 4     | 70 a 74 | 20    |
| 16    | 65 a 69 | 4     |
| 4     | 60 a 64 | 16    |
| 4     | 55 a 59 | 4     |
| 16    | 50 a 54 | 16    |
| 12    | 45 a 49 | 4     |
| 16    | 40 a 44 | 4     |
| 12    | 35 a 39 | 8     |
| 4     | 30 a 34 | 8     |
| 16    | 25 a 29 | 16    |
| 4     | 20 a 24 | 4     |
| 24    | 15 a 19 | 8     |
| 4     | 10 a 14 | 0     |
| 4     | 5 a 9   | 4     |
| 8     | 0 a 4   | 0     |

## Economia
El 2007 la població en edat de treballar era de 224 persones, 150 eren actives i 74 eren inactives. De les 150 persones actives 138 estaven ocupades (73 homes i 65 dones) i 12 estaven aturades (5 homes i 7 dones). De les 74 persones inactives 29 estaven jubilades, 16 estaven estudiant i 29 estaven classificades com a «altres inactius».

### Ingressos
El 2009 a Menetou-Couture hi havia 160 unitats fiscals que integraven 374,5 persones, la mediana anual d'ingressos fiscals per persona era de 16.334 €.

### Activitats econòmiques
Dels 6 establiments que hi havia el 2007, 2 eren d'empreses de construcció, 1 d'una empresa d'hostatgeria i restauració, 1 d'una empresa de serveis i 2 d'empreses classificades com a «altres activitats de serveis».
Dels 3 establiments de servei als particulars que hi havia el 2009, 2 eren paletes i 1 restaurant.
L'any 2000 a Menetou-Couture hi havia 12 explotacions agrícoles que ocupaven un total de 1.122 hectàrees.

## Poblacions més properes
El següent diagrama mostra les poblacions més properes.